# أولا (إيطاليا)
أولا، (بالإنجليزية: Aulla)‏، هي (بلدية) في مقاطعة ماسا كرارا، توسكانا، وسط إيطاليا.

## السكان
في سنة 1861 بلغ عدد السكان 5٬223 نسمة، وتطور العدد ليصل في سنة 2011 لـ 11٬284 نسمة.
يظهر هذا المخطط البياني تطور النمو السكاني لـ أولا (إيطاليا)